# Pablo Cottenot
Pablo Cottenot (fl. XIX secolo) è stato un astronomo francese.
Cottenot lavorò all'Osservatorio di Marsiglia, ma secondo Édouard Stephan, la sua carriera astronomica fu breve.

## Asteroidi scoperti
Cottenot ha scoperto 1 asteroide:
| Asteroide    | Designaz. provv. | Data della scoperta |
| ------------ | ---------------- | ------------------- |
| 181 Eucharis | —                | 2 febbraio 1878     |